# بونز (موسیقی‌دان)
متیو جیمز بونز (زاده ۳۱ اکتبر ۱۹۸۵)، شناخته‌شده با تک‌نام بونز (به انگلیسی: BURNS) تهیه‌کننده موسیقی، ترانه‌نویس و دی‌جی بریتانیایی است. اعتبارهای او شامل ترانه‌سرایی و همکاری با خوانندگانی همچون بریتنی اسپیرز، لیام پین، لیتل میکس، لوئیس تاملینسون، پیت‌بول، الی گولدینگ، لیدی گاگا، آریانا گرانده و هنرمندان دیگر است.